# Visuć
Visuć falu Horvátországban, Lika-Zengg megyében. Közigazgatásilag Udbinához tartozik.

## Fekvése
Korenicától légvonalban 26 km-re, közúton 34 km-re délkeletre, községközpontjától légvonalban 6 km-re, közúton 8 km-re keletre, a Korbavamező délkeleti részén fekszik. A Korbavamezőnek ezt a részét Visući mezőnek is nevezik, benyúlik a Plješivica hegyei közé és egészen az Udbina-Donji Lapac főútig terjed. Visuć 11 településrészből tevődik össze, ezek: Bukovac, Vrišti, Veljun, Podkrčana, Podkraj, Gaj Kosanović, Podkuk, Selište, Tišmina Varoš, Šarić és Draga Kumazečeva. Visuć központját Veljun képezi, ahol az alapiskola, a bolt és az emlékpark is található. Itt áll a pravoszláv templom romja is, melyet részben a II. világháborúban, részben a háború után romboltak le. A település nagy kiterjedése miatt négy temető is található a területén Veljunban, Podkukon, Krbavska polján és Selištén.

## Története
Amikor a török 1527-ben elfoglalta Udbinát és vidékét Visuć területe hosszú időre pusztaság maradt. Később, amint az egy 1577-es feljegyzésből kitűnik a törökök Boszniából érkezett pravoszlávokkal és kisebb részben muzulmánokkal telepítették be. Az 1683 és 1699 között dúlt osztrák-török háborúban Visuć újra pusztaság lett. A törökök Bihács felé, a pravoszláv szerbek Brinje és Otocsán környékére menekültek, de az utóbbiak közül a háború után sokan visszatértek régi házaikba. Az 1689-es felszabadító harcok során már ők támadták a török utolsó itteni támaszpontját Nazup aga tornyát és sikerült elfoglalniuk azt. Ekkor esett el a likai felkelés egyik vezetője Vid Jurjević. Lika elveszítése után az itteni muzulmán lakosság egésze Boszniába menekült. Ezután lakossága túlnyomórészt pravoszláv szerbekből állt. Martin Brajković zenggi püspök 1701-ben már Udbina közelében fekvő szerb faluként említi. A falunak 1857-ben 1503, 1910-ben 1511 lakosa volt. A trianoni békeszerződés előtt Lika-Korbava vármegye Udbinai járásához tartozott. Ezt követően előbb a Szerb-Horvát-Szlovén Királyság, majd Jugoszlávia része lett. 1991-ben lakosságának 98 százaléka szerb nemzetiségű volt. A falunak 2011-ben 69 lakosa volt.

## Lakosság
| Lakosság változása | Lakosság változása | Lakosság változása | Lakosság változása | Lakosság változása | Lakosság változása | Lakosság változása | Lakosság változása | Lakosság változása | Lakosság változása | Lakosság változása | Lakosság változása | Lakosság változása | Lakosság változása | Lakosság változása | Lakosság változása |
| ------------------ | ------------------ | ------------------ | ------------------ | ------------------ | ------------------ | ------------------ | ------------------ | ------------------ | ------------------ | ------------------ | ------------------ | ------------------ | ------------------ | ------------------ | ------------------ |
| 1857               | 1869               | 1880               | 1890               | 1900               | 1910               | 1921               | 1931               | 1948               | 1953               | 1961               | 1971               | 1981               | 1991               | 2001               | 2011               |
| 1.503              | 1.703              | 1.254              | 1.514              | 1.696              | 1.511              | 1.555              | 1.405              | 944                | 967                | 997                | 761                | 491                | 374                | 51                 | 69                 |

## Nevezetességei
Szent Miklós püspök tiszteletére szentelt szerb pravoszláv temploma 1733-ban épült. A II. világháború idején súlyos károkat szenvedett, majd a háború után lebontották.